# Novak Adžić
Novak Adžić (Cetinje, 5. siječnja 1975.) crnogorski je pravnik, povijesničar i političar. Poznat je kao osnivač Crnogorske europske partije. Obrazovanje je započeo u Cetinju gdje je završio osnovno i srednje obrazovanje, a nastavio na Pravnom fakultetu Sveučilišta Crne Gore, gdje je diplomirao 2001. godine.

## Rani život i obrazovanje
Rođen je i odrastao u Cetinju. Nakon završene osnovne i srednje škole, upisao je Pravni fakultet Sveučilišta Crne Gore. Njegovo zanimanje za pravo i povijest razvilo se tijekom srednjoškolskog obrazovanja. Nakon diplomiranja na Pravnom fakultetu 2001. godine, Adžić se usmjerio na studij povijesti, upisavši magistarske studije na Filozofskom fakultetu u Nikšiću na katedri za povijest.

## Akademska i profesionalna karijera
Nakon stjecanja magisterija iz povijesti na Filozofskom fakultetu Sveučilišta u Nikšiću 2012. godine, Adžić je započeo svoju akademsku karijeru kao suradnik u nastavi na istom fakultetu. Predavao je kolegije poput 'Uvoda u povijest s historiografijom' i 'Povijesti Jugoslavije'. Osim akademske karijere, angažiran je bio i u državnoj upravi. Radio je kao stažist te kao savjetnik u Ministarstvu vanjskih poslova Crne Gore. Od 2003. do 2007. godine, bio je savjetnik zamjenika predsjednika Vlade Crne Gore, a od 2007. do 2009. godine pomoćnik ministra kulture, sporta i medija, s posebnim naglaskom na Europske integracije i međunarodnu suradnju. Od 2009. do 2017. godine, obnašao je funkciju direktora Instituta za intelektualno vlasništvo Crne Gore.
Adžić je trenutno doktorand povijesnih znanosti, nalazeći se u završnoj fazi svog doktorskog studija s planiranom obranom doktorske teze.

## Politička karijera
Adžićeva politička karijera počela je osnivanjem Crnogorske europske partije 2023. godine, gdje je bio jedini kandidat za predsjednika. Kroz svoju političku platformu, Adžić se zalagao za jačanje europskih integracija Crne Gore i promoviranje reformi usmjerenih na jačanje pravne države i demokratskih standarda. Izabran je za predsjednika CEP-a iste godine, a njegove političke aktivnosti uključivale su i predaju službene dokumentacije za registraciju CEP-a kao političke stranke.

## Publikacije i istraživanja
Kao autor, Adžić je pridonio akademskom svijetu s 13 znanstvenih radova i monografija, fokusirajući se na različite aspekte povijesti Crne Gore i šire balkanske regije. 